# Zuid-Duits voetbalkampioenschap 1920/21
In 1920/21 werd het 21ste voetbalkampioenschap gespeeld dat georganiseerd werd door de Zuid-Duitse voetbalbond. Nürnberg werd kampioen en plaatste zich voor de eindronde om de Duitse landstitel. Als verdedigend landskampioen startte de club meteen in de halve finale en versloeg daar Wacker Halle. In de finale versloeg de club Berliner FC Vorwärts 1890 met 5-0 en verlengde zo de landstitel.

## Eindronde

### Voorronde

#### Südkreis
| Plaats | Club                | Wed. | W | G | V | Saldo | Ptn. |
| ------ | ------------------- | ---- | - | - | - | ----- | ---- |
| 1.     | 1. FC Pforzheim     | 4    | 2 | 1 | 1 | 5:6   | 5:3  |
| 2.     | FC Wacker München   | 4    | 1 | 2 | 1 | 8:5   | 4:4  |
| 3.     | Stuttgarter Kickers | 4    | 0 | 3 | 1 | 4:6   | 3:5  |

|  | Geplaatst voor halve finale |

#### Nordkreis
| Plaats | Club                   | Wed. | W | G | V | Saldo | Ptn. |
| ------ | ---------------------- | ---- | - | - | - | ----- | ---- |
| 1.     | 1. FC Nürnberg         | 6    | 5 | 1 | 0 | 20:4  | 11:1 |
| 2.     | SV Waldhof 07 Mannheim | 6    | 3 | 1 | 2 | 11:9  | 7:5  |
| 3.     | Eintracht Frankfurt    | 6    | 2 | 0 | 4 | 9:13  | 4:8  |
| 4.     | Kickers Offenbach      | 6    | 1 | 0 | 5 | 6:20  | 2:10 |

|  | Geplaatst voor halve finale |

#### Westkreis
| Plaats | Club                 | Wed. | W | G | V | Saldo | Ptn. |
| ------ | -------------------- | ---- | - | - | - | ----- | ---- |
| 1.     | Phönix Ludwigshafen  | 4    | 4 | 0 | 0 | 5:2   | 8:0  |
| 2.     | Borussia Neunkirchen | 4    | 1 | 0 | 3 | 5:6   | 2:6  |
| 3.     | FSV Mainz 05         | 4    | 1 | 0 | 3 | 4:6   | 2:6  |

|  | Geplaatst voor halve finale |

### Halve Finale
|               |                        |       |                 |  |
| 24 april 1921 | FC Phönix Ludwigshafen | 1 - 0 | 1. FC Pforzheim |  |
| 24 april 1921 |                        |       |                 |  |

|               |                |       |                        |  |
| 24 april 1921 | 1. FC Nürnberg | 2 - 0 | SV Waldhof 07 Mannheim |  |
| 24 april 1921 |                |       |                        |  |

### Finale
|            |                |       |                        |           |
| 1 mei 1921 | 1. FC Nürnberg | 2 - 0 | FC Phönix Ludwigshafen | Stuttgart |
| 1 mei 1921 |                |       |                        | Stuttgart |